# برت تریسی
برت تریسی (انگلیسی: Bert Tracy) بازیگر و کارگردان فیلم اهل بریتانیا است.
از فیلم‌هایی که وی در آنها نقش‌آفرینی نموده‌است، می‌توان به بابای همشون، بازگشت به مزرعه، شوالیه‌های رؤیایی، اصل و نسب اشرافی، اصلاح‌طلبان، قهرمانان، سگ‌های دریایی، خاله بیل، دیگر هرگز، ماجراهای مدرسه، کنتاکی دربی و دل‌های مشتاق اشاره کرد.